# Гай Лелий (консул 190 года до н. э.)
Гай Ле́лий (лат. Gaius Laelius; умер после 160 года до н. э.) — римский военачальник и политический деятель из плебейского рода Лелиев, ближайший друг и сподвижник Публия Корнелия Сципиона Африканского, сыгравший важную роль во Второй Пунической войне, консул 190 года до н. э. Участвовал во всех кампаниях Сципиона в Испании и Африке. Действия возглавляемых им подразделений обеспечили римской армии победу при взятии Нового Карфагена, в сражениях при Бекуле и Заме. После заключения мира с Карфагеном Лелий, опираясь на поддержку друга, сделал политическую карьеру, достигнув консульства. В конце жизни он стал одним из важных источников информации для Полибия.

## Биография

### Происхождение и ранние годы
Консульские фасты называют преномен отца Гая Лелия — Гай. Это всё, что известно об истории семьи. Являясь «новым человеком», Лелий был, вероятно, совсем незнатен и небогат. Возможно, он родился в не в Риме, а в одной из италийских общин.
Единственное сообщение источников о юности Лелия — слова Полибия о том, что Гай «с юных лет и до самой смерти… участвовал во всех предприятиях Публия» (Сципиона Африканского). Известно, что Сципион сражался в 218 году до н. э. при Тицине (именно Лелий рассказал Полибию о том, как Публий Корнелий спас в этом бою своего отца) и в 216 году при Каннах. К 210 году до н. э., когда Гай появляется в источниках, дружба Лелия и Корнелия была настолько крепкой, что Сципион, по словам Тита Ливия, не хотел без своего друга «предпринимать ничего важного».

### Война в Испании

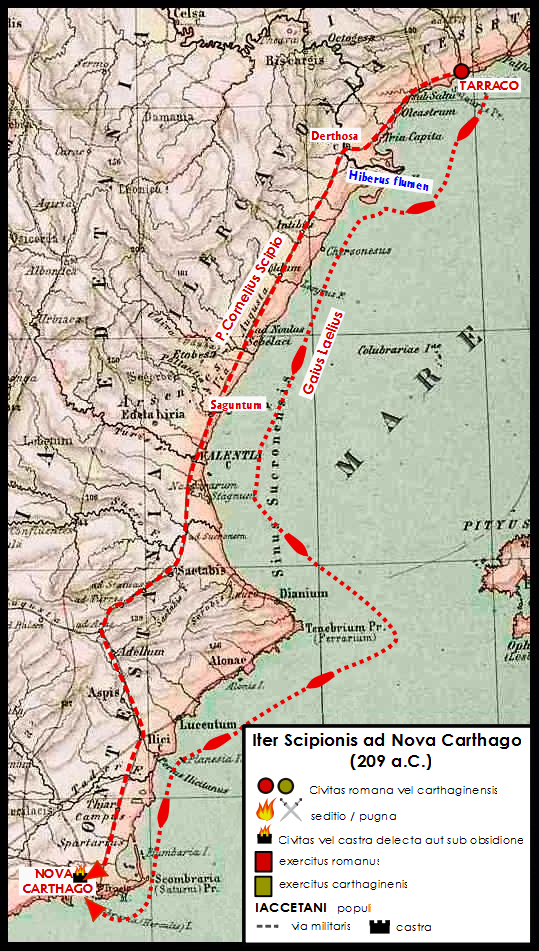
Marcia di Scipione (il futuro africano) da Tarraco a Nova Carthago in Spagna nel 209 a.C.

В 210 году до н. э., когда Сципион стал проконсулом в Испании, Гай Лелий вместе с ним отправился на Пиренейский полуостров. По окончании первой зимовки в Тарраконе Сципион сознательно создал у всего войска уверенность, что он собирается в этом году уничтожить по одной все три армии карфагенян, действовавшие в Испании. Только Лелий знал, что в действительности план совершенно другой — захватить Новый Карфаген, главную базу противника в регионе.
Лелий возглавил римский флот и в соответствии с секретным приказом проконсула прибыл к Новому Карфагену в один день с армией. На следующий день город был взят одновременным штурмом с моря и суши. Важную роль флота при этом подчёркивает тот факт, что на стенной венок после победы претендовали двое — центурион одного из легионов и моряк. Сципиону пришлось наградить обоих, чтобы избежать распрей. Заслуги Лелия Сципион объявил равными собственным и даровал ему золотой венок и 30 быков.
Затем Лелий отправился с самыми знатными пленниками в Рим, чтобы сообщить о победе. Он прибыл в Рим после 34 дней плавания и вступил в город, ведя за собой строем пленных. Сделав доклад в сенате и перед народным собранием, он получил приказ как можно быстрее возвращаться в Испанию.
В кампании 208 года до н. э. Лелий участвовал в составе сухопутной армии. В решающем сражении с Гасдрубалом Баркидом при Бекуле он получил под своё командование половину войска, а с этими силами смог обойти занятый карфагенянами холм, найти более лёгкий подъём на него и таким образом обратить противника в бегство.
В битве при Илипе (206 год до н. э.) Лелий сначала во главе конницы сражался с Магоном, потом, командуя пехотой вместе с Марцием, — против основных сил карфагенян. Здесь римляне в очередной раз одержали полную победу. В том же году Сципион отправил Лелия в Нумидию к царю масайсилиев Сифаксу для переговоров о союзе, и Лелий добился предварительной договорённости о дружбе и гарантий безопасности для Сципиона, только при личной встрече с которым Сифакс обещал скрепить договор клятвой. С такими результатами он вернулся в Тарракон, чтобы тут же отправиться обратно со своим командиром. В связи с этим источники рассказывают историю об одновременном прибытии в царскую гавань римлян и Гасдрубала, сына Гискона, и о совместном пире врагов.

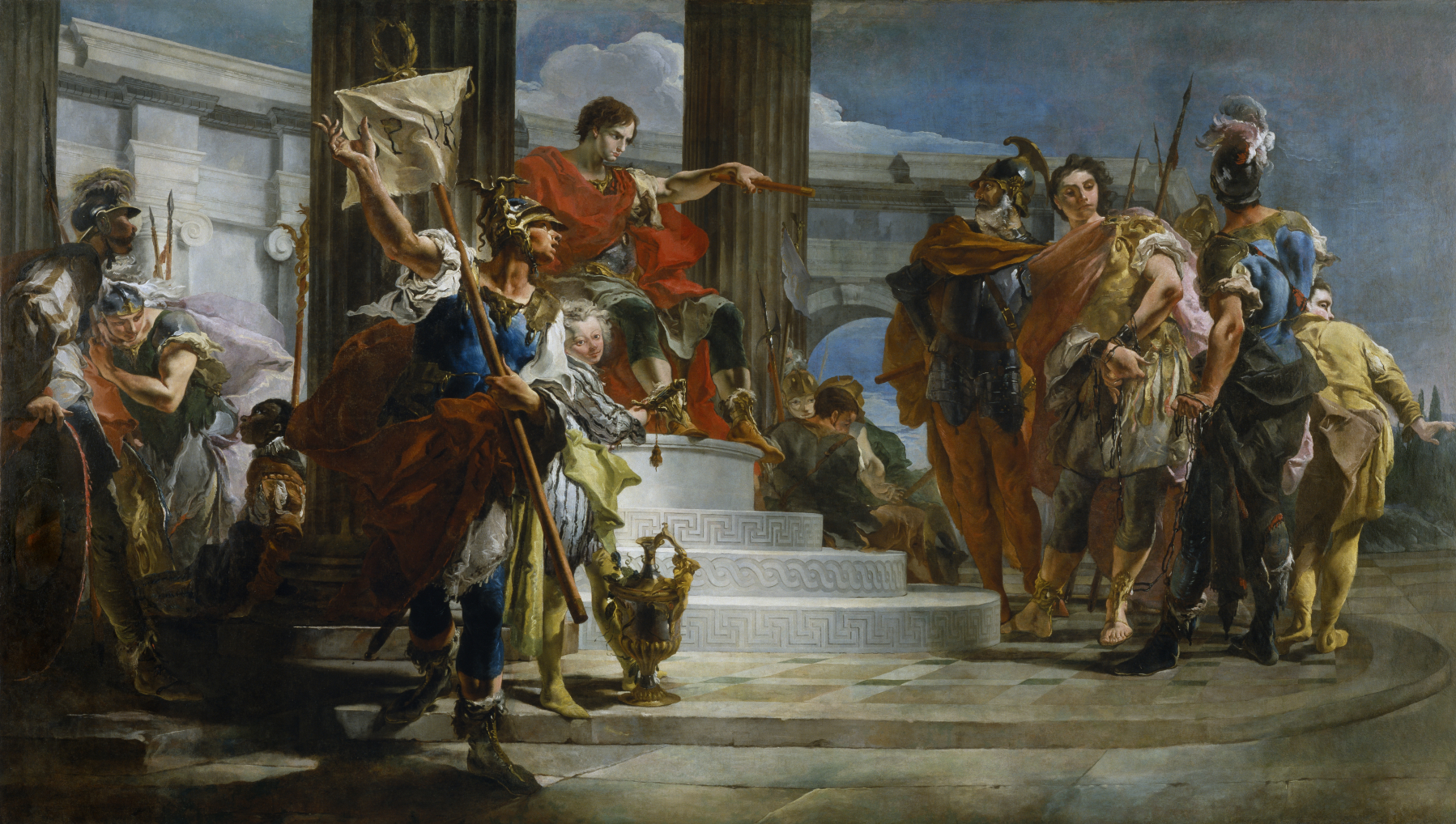
Сципион освобождает Массиву (картина Тьеполо)

После удачного окончания этой миссии Лелий командовал половиной армии при взятии города Илитургис, восставшего против Рима, а потом с семью триремами и одной квинкверемой отправился к Гадесу действовать против закрепившегося там Магона Баркида: жители Гадеса обещали сдать город римлянам. В Гибралтарском проливе Лелий столкнулся с карфагенской эскадрой и разбил её в бою; две триремы противника были потоплены, а у третьей сломали вёсла. Вскоре Лелий узнал, что Магон раскрыл измену в Гадесе, и вернулся в Новый Карфаген.
Во время восстания иберийских вождей Андобалы и Мандония Лелий возглавил конницу. В первом столкновении он выманил врага из лагеря, подогнав к укреплениям скот, якобы оставшийся без охраны, и нанёс удар из засады, причинив иберам большие потери. В решающем сражении Лелий предпринял обход через холмы и ударил врагу в тыл. Это обеспечило римлянам полную победу. На этом война в Испании была закончена. В конце 206 года до н. э. Лелий вместе со Сципионом вернулся в Рим.

### Война в Африке
В 205 году до н. э. Сципион стал консулом и получил в качестве провинции Сицилию, которая рассматривалась как плацдарм для высадки в Африке. Лелий, как всегда, последовал за своим другом. Ещё во время подготовки к крупномасштабному десанту он совершил набег на африканское побережье, целью которого были разведка и грабёж: захватил большую добычу и встретился с нумидийским царём Масиниссой, передавшим через него Сципиону просьбу поторопиться с вторжением и обещание привести многочисленные вспомогательные войска.
Высадка основных сил римлян произошла в 204 году до н. э. Лелий упоминается при этом как префект флота, командовавший во время плавания левофланговой эскадрой совместно с квестором Марком Порцием Катоном. Римляне перезимовали под Утикой, а весной совершили неожиданное ночное нападение на лагерь карфагенян и нумидийцев. Весь план этой операции был разработан Лелием. Сам префект вместе с Масиниссой возглавил ту часть армии, которая действовала против Сифакса; его солдаты подожгли нумидийские шалаши, сделанные из тростника, так что весь лагерь быстро оказался объят пламенем. Многие сгорели или погибли в давке, а почти все остальные были перебиты. Сципион поджёг карфагенский лагерь, только дождавшись пожара у нумидийцев. В результате от 90-тысячной вражеской армии осталось не больше двух тысяч пехотинцев и 500 всадников.
Новая армия, собранная Сифаксом и Гасдрубалом, была разгромлена римлянами на Великих равнинах. На следующий день после этой битвы Сципион передал под командование Лелия всю конницу и легковооружённую пехоту и отправил его вместе с Масиниссой в погоню за остатками разбитой армии. После 15-дневного марша Лелий вступил в Восточную Нумидию, где ещё несколько лет назад правил отец Масиниссы; последнего быстро признали царём. Сифакс бежал дальше на запад, в свои родовые земли. В новом сражении он был разбит и попал в плен, а Лелий при поддержке Масиниссы занял всю Нумидию. Её столица Цирта сдалась, увидев под своими стенами Сифакса в цепях.
Лелий не смог помешать Масиниссе жениться на Софонисбе — дочери Гасдрубала, сына Гискона, которая до этого стала причиной перехода её первого мужа Сифакса на сторону Карфагена. Этот брак был опасен для Рима, но под давлением Сципиона Масинисса принудил жену к самоубийству. Лелий же получил за свои победы золотой венок.
Затем Лелий отправился в Рим вместе с Сифаксом, прочими знатными пленниками и послами Масиниссы. Его выступление перед народным собранием вызвало ликование. Согласно Ливию, Лелий уже двинулся в обратный путь, когда в Италию прибыли карфагенские послы, уполномоченные вести переговоры о мире, так что его вернули. Он принял участие в обсуждении мирных предложений и заявил, что карфагеняне только тянут время до прибытия в Африку только что отозванных из Италии армий Ганнибала и Магона. Сенат с ним согласился, и послов отпустили без ответа. В историографии правдивость этого рассказа Ливия подвергается сомнению.

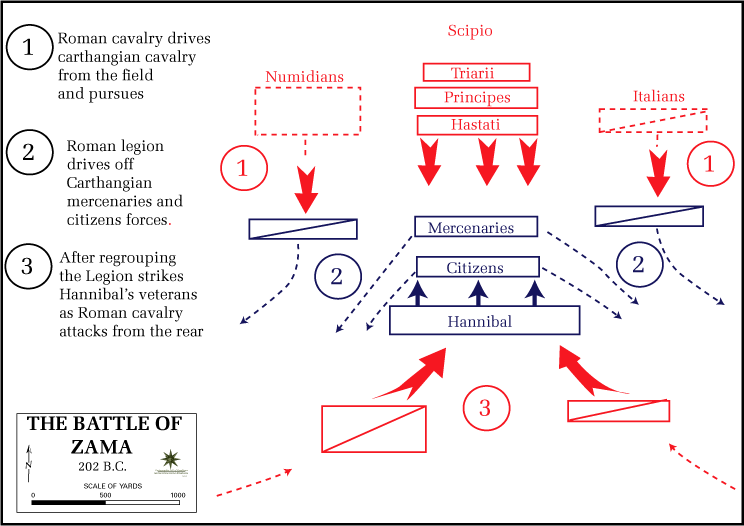
План битвы при Заме

Лелий вернулся в Африку вместе с карфагенскими послами. В следующем году (202 до н. э.) в битве при Заме он возглавил италийскую конницу на левом фланге (согласно Аппиану, на правом, и там же сражался Масинисса) и одержал лёгкую победу над противостоявшей ему карфагенской конницей, пострадавшей от собственных слонов, после чего вместе с действовавшим на правом фланге Масиниссой ударил в тыл основным силам вражеской армии. Полибий пишет, что Лелий и Масинисса долго преследовали вражескую кавалерию и, возвращаясь из погони, «каким-то чудом воремя подоспели к делу», когда лучшие пехотные части обеих армий сражались без перевеса на чьей-либо стороне.
Существует мнение, что Ганнибал изначально рассчитывал притворным отступлением вывести из игры заведомо более сильную римско-нумидийскую конницу, и что к моменту возвращения последней сражение пехотинских частей складывалось уже в пользу карфагенян. В этом случае получается, что Лелий и Масинисса невольно действовали в соответствии с ганнибаловым планом, но в последний момент всё же успели переломить ход сражения. В результате карфагеняне понесли полное поражение, что определило исход войны. Лелий в очередной раз стал вестником победы.

### Политическая карьера
Свою первую магистратуру Лелий получил в 202 году до н. э. Находясь в Африке, он был избран квестором, причём по сенатскому постановлению жеребьёвка не проводилась. В 197 году до н. э. Лелий стал плебейским эдилом, а в 196 году получил претуру. Его провинцией по жребию стала Сицилия.
В 193 году до н. э. Лелий попытался, опираясь на поддержку друга, сделать следующий шаг в своей карьере — получить консульство. Вместе с ним выдвинул свою кандидатуру двоюродный брат Сципиона Африканского Публий Корнелий Сципион Назика, но оба проиграли, несмотря на старания их покровителя. Ливий называет причиной тому зависть и «пресыщение великим человеком».
Ситуация изменилась через два года. Когда началась большая война с новым сильным врагом, Антиохом III, Риму снова понадобился Сципион Африканский. Поэтому на консульских выборах 191 года до н. э. победили младший брат Сципиона Луций и Гай Лелий.
Ход дальнейших событий не вполне ясен. Источники утверждают, что оба консула претендовали на Грецию в качестве провинции и что решающим фактором стало обещание Сципиона Африканского стать легатом при своём брате. Существуют три версии случившегося. Согласно Ливию, Лелий, имевший более сильную поддержку в сенате, предложил не проводить жеребьёвку, а предоставить решение сенаторам. Именно тогда Публий Сципион сделал своё заявление, и сенат решил дело в пользу братьев. Согласно Валерию Максиму, жеребьёвка всё же проводилась, и заветный жребий выпал Гаю, но Сципион Африканский, хотя и «теснейшим образом связанный с Лелием», дал своё обещание для того, чтобы убедить сенат забрать Грецию у его друга и отдать брату. Наконец, согласно одной из филиппик Цицерона жребий выпал Луцию, но в сенате возникла оппозиция такому назначению, поскольку Луций Сципион считался малоспособным человеком. Тогда-то Публий и счёл необходимым «оградить семью от этого бесчестья».
В историографии подвергают эти сообщения сомнению: Лелий был обязан всеми своими успехами покровительству Сципиона, он не мог иметь серьёзной поддержки в сенате, его дружба со Сципионом была очень близкой и никогда не подвергалась сомнению. Возможно, он просто отказался от Греции в пользу своего коллеги.
Лелий остался в Италии. Во время своего консульства он занимался галльскими делами: набрал новых поселенцев для Кремоны и Плаценции в соответствии с постановлением сената, а также провёл решение о двух новых колониях в землях бойев. Его полномочия в Галлии были продлены на следующий год.

### Дальнейшая жизнь
Консульство стало высшей точкой в карьере Гая Лелия. Его друг Сципион умер в 183 году до н. э. После этого Лелий ещё дважды появляется в источниках как член посольств — в Македонию (174—173 годы до н. э.) и Трансальпийскую Галлию (170 год до н. э.). Первое из этих посольств было вызвано получением данных о переговорах между Македонией и Карфагеном, второе должно было рассказать заальпийским галлам о том, что деятельность разорившего их земли Гая Кассия Лонгина будет расследована.
Примерно в 160 году до н. э. Лелий был ещё жив. Он встречался с Полибием и стал для него одним из основных источников информации о Второй Пунической войне и Сципионе Африканском.

### Потомки
Сын Гая Лелия того же имени, избиравшийся консулом на 140 год до н. э., стал близким другом Сципиона Эмилиана.